# Amdy Faye
Amdy Moustapha Faye (Dakar, 12 maart 1977) is een Senegalees voormalig voetballer die doorgaans als centrale middenvelder speelde. Faye kon ook als centrale verdediger uit de voeten. Hij speelde 34 interlands in het Senegalees voetbalelftal en was actief op het WK 2002 in Japan en Zuid-Korea.

## Clubcarrière
Faye speelde in Frankrijk voor clubs als AS Monaco (jeugd), ES Fréjus en AJ Auxerre. Met Auxerre won de middenvelder de Coupe de France in 2003, zijn laatste wedstrijd voor de club. Hij speelde mee in de finale tegen het Paris Saint-Germain van Ronaldinho. Auxerre won met 1–2 na goals van Djibril Cissé en Jean-Alain Boumsong. 
In Engeland speelde Faye voor Portsmouth (2003–2005), Newcastle United (2005–2006) en Stoke City (2008–2010) op het hoogste niveau, de Premier League.
Ook met Charlton Athletic was Faye actief in de Premier League (2006–2007), maar Charlton verhuurde Faye aan Glasgow Rangers voor het seizoen 2007–2008. Hij speelde maar weinig bij de Schotse topclub. Zo was hij negentig minuten bankzitter bij de door Rangers met 2–0 verloren finale van de UEFA Cup 2007/08 tegen het Russische Zenit Sint-Petersburg. 
Faye beëindigde zijn loopbaan in 2011 na een korte periode bij Football League Championship-club Leeds United AFC.

## Interlandcarrière
Naast het wereldkampioenschap voetbal 2002 in Japan en Zuid-Korea, waar Senegal de kwartfinales bereikte tegen Turkije (1–0 verlies) met spelers als Khalilou Fadiga en El Hadji Diouf, verscheen Faye ook op de Afrika Cup 2002. Faye verloor met zijn land de finale van Kameroen na het nemen van strafschoppen (3–2). Twee jaar later, in 2006, was Faye er opnieuw bij. Men werd dat jaar vierde. Nigeria won de troostfinale, meer bepaald met een doelpunt van Garba Lawal tien minuten voor affluiten.

## Erelijst
AJ Auxerre
- Coupe de France

2003